# Любен Василев
Любен Илиев Василев е български юрист и политик, академик.

## Биография
Роден е на 22 август 1911 г. Между 1948 и 1971 г. е ръководител на Катедрата по гражданско право в Софийския университет. Между 1950 и 1971 г. е директор на Института за правни науки при БАН. През 1958 г. става академик. Между 1962 и 1971 г. е депутат в IV и V народни събрания. Любен Василев участва в изработването на двете комунистически конституции на България – Димитровската от 1947 г. и Живковската от 1971 г. Умира на 9 февруари 1971 г. в Москва, но е погребан в София.

## Трудове
- Гражданско право на Народна република България. Изд. Наука и изкуство, 1956
- Облигационно право. Част 1. Изд. Наука и изкуство, 1956
- Облигационно право. Отделни видове облигационни отношения. Част 2. Изд. Наука и изкуство, 1958
- Гражданско право. Изд. ТедИна, 1993
- Българско вещно право. Университетско издателство „Св. Климент Охридски“, 1995